# El cambio
El cambio es una película mexicana dirigida por Alfredo Joskowicz, protagonizada por Héctor Bonilla, Sergio Jiménez y Ofelia Medina. Está basada en un argumento de Leobardo López Arretche y es una producción del Departamento de Actividades Cinematográficas de la Dirección de Difusión Cultural de la UNAM

## Sinopsis
Dos jóvenes (un fotógrafo y un pintor) hartos de los resultados en sus trabajos y de la vida en la ciudad emigran a la costa para construir una cabaña en la playa y poder recibir a sus novias, visualizándolo como un edén. Cuando sus novias llegan a la cabaña se percatan que el agua está contaminada, su casa es destruida por empresas constructoras, para vengarse le echan una cubetada de agua sucia al ingeniero responsable de la obra, esto ocasiona que un sargento los mate a quemarropa.

## Producción
Se rodó en tres semanas de septiembre de 1971, en locaciones del Distrito Federal y Tecolutla (Veracruz)

## Reparto
En la película participaron: 
- Héctor Bonilla (Alfredo)
- Sergio Jiménez (Jorge)
- Ofelia Medina (Tania)
- Sofía Joskowicz (Luisa)
- Héctor Andremar (Federico Alcocer del Valle)
- Alfredo Rosas (don José)
- Sergio Olhovich (el de la rotativa)
- León Soinger (don Berna).[4]

## Recepción
El estreno  se realizó el 16 de octubre de 1975 en los cines: París, Valle Dorado, Géminis 2 y Tlalpan.